# Camille Martin

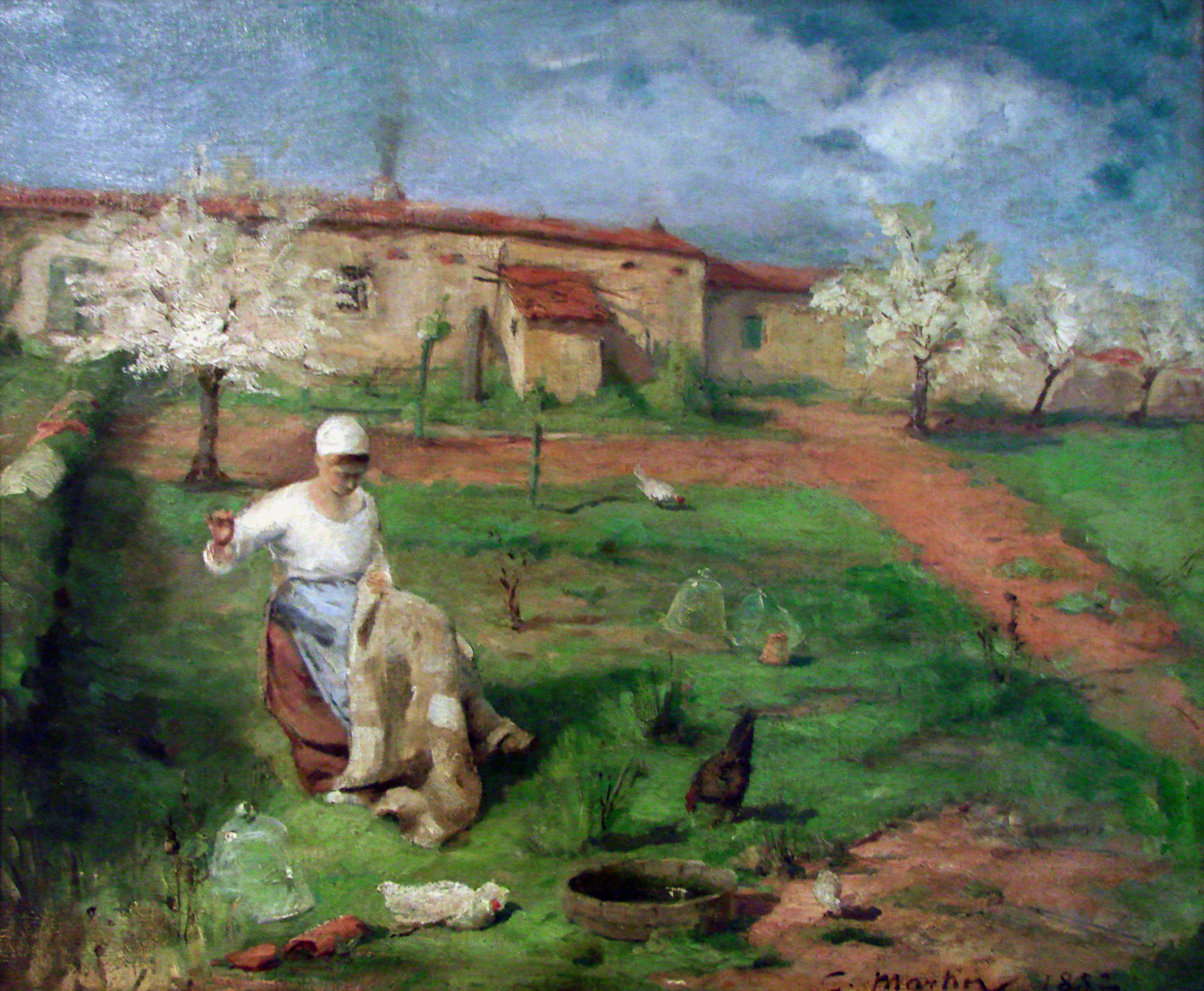
Premier soleil (1882) - Musée des beaux-arts de Nancy

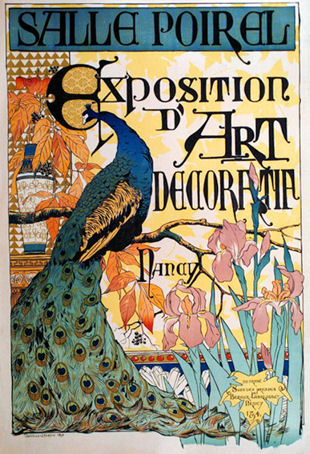
Manifesto per l'Exposition d'art décoratif de Nancy (1894)

Camille Martin (Nancy, 1861 – Nancy, 1898) è stato un pittore, disegnatore e incisore francese, membro del movimento artistico della scuola di Nancy.

## Biografia
Studiò alla École des beaux-arts de Nancy e vinse il premio Jacquot nel 1881 che gli aprì le porte per frequentare l'École nationale supérieure des arts décoratifs di Parigi. L'incontro con Hokkai Takashima, nel 1885, lo sensibilizzò verso l'arte giapponese. La sua arte si riferisce essenzialmente ai paesaggi dei Vosgi con l'utilizzo di diverse tecniche: smalti, ceramica e legno.
Collaborò con Émile Friant per alcuni decori su mobili destinati a Louis Majorelle.
Nel 1893 partecipò al Salon du Champ-de-Mars con Victor Prouvé e René Wiener, e presentò dei lavori che gli valsero riconoscimenti nazionali e internazionali.
La morte precoce non ha lasciato grandi tracce della sua opera. 
Tra il 1893 e il 1895, André Marty pubblicò, in L'estampe originale, tavole di Camille Martin assieme a quelle di Pierre Bonnard, Henri de Toulouse-Lautrec, Paul Ranson e altri.